# Eching am Ammersee
Eching am Ammersee este o comună din landul Bavaria, Germania.